# Ариадна (дочь Льва I)
Ариа́дна (ум. в 515 году) — августа, дочь византийского императора Льва I, супруга византийских императоров Зенона и Анастасия I.

## Биография
Ариадна была старшей дочерью императора Льва Макелла. Была вначале обещана в жены сыну полководца Аспара Ардавурию Младшему. В 466 году Ариадна была выдана замуж за вождя племени исавров Трасикодисса, сменившего после брака имя на Зенон. Став зятем императора Зенон получил титул начальника императорской гвардии. В 467 году родился единственный сын Ариадны будущий император Лев II. 18 ноября 473 года «император Леон венчал на царство Леона, сына Зинона и Ариадны, дочери своей, а своего внука, и объявил его царём».

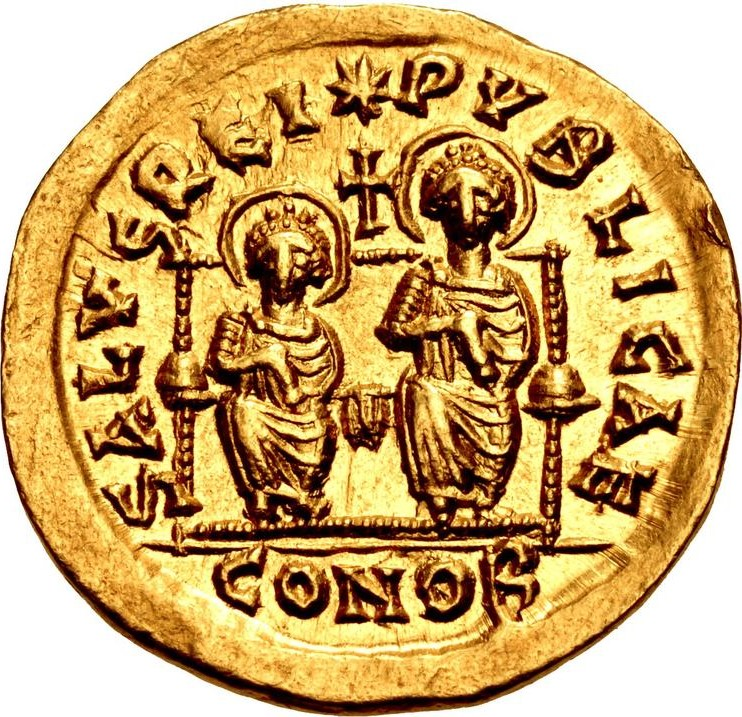
Золотой солид с изображением Льва II и Зенона

После смерти своего деда 18 января 474 года Лев II стал императором и уже 9 февраля по настоянию матери и бабки Верины сделал соправителем своего отца Зенона. Молодой император скончался спустя девять месяцев и власть над империей перешла к его отцу.
В 475 году во время восстания, поднятого Вериной и её братом Василиском, Ариадна с мужем бежала из Константинополя, «захватив с собой множество денег, в одну сильную сирийскую крепость, называемую Вара». Через год, после подавления мятежа, Ариадна вернулась в Константинополь.
9 апреля 491 года император Зенон скончался при очередном приступе эпилепсии. По поздним рассказам — сильно пьяного Зенона выдали за покойника и похоронили заживо. При этом когда из закрытого саркофага услышали вопли, то был сделан доклад Ариадне, которая не дала своевременного указания сразу открыть гроб и император задохнулся.
После смерти Зенона «Ариадна, сенат и все войско провозгласили царем Анастасия силенциария». Через 40 дней после восшествия Анастасия на престол Ариадна вышла за него замуж.
Скончалась Ариадна в 515 году и была похоронена в церкви Двенадцати апостолов.

## Почитание
Императрица Ариадна имела местное почитание в Константинополе, её память включена под 22 августа в Типикон Великой церкви (IX—X века) и Синаксарь Константинопольской церкви (X век), под 23 августа — в ряде греческих синаксарей.